# 비스와강

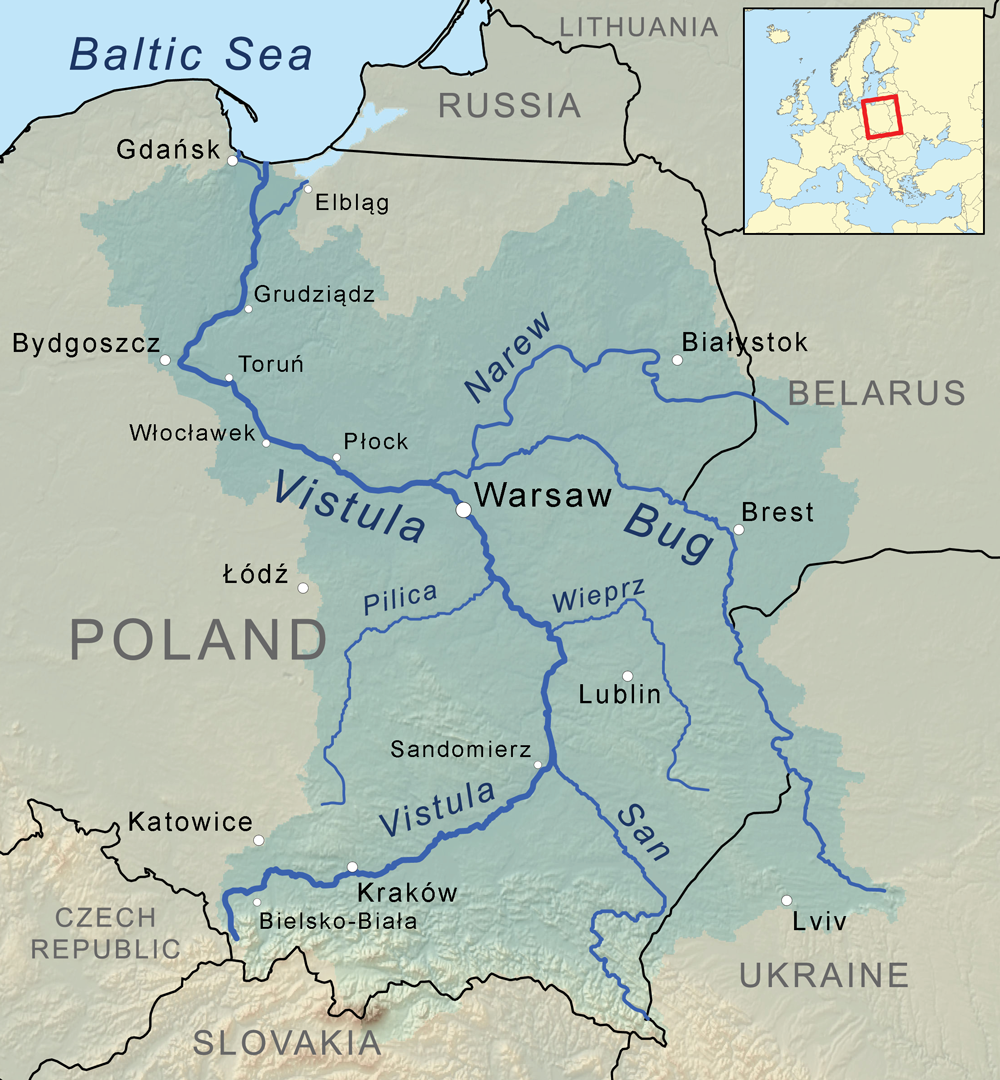
비스와강 유역의 지도

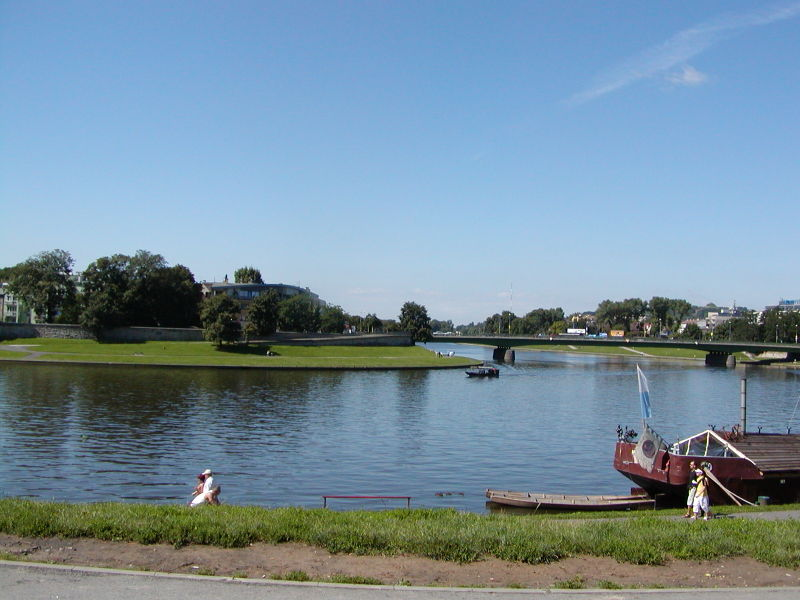
크라쿠프의 바벨성 아래에서 흐르는 비스와강

비스와강(폴란드어: Wisła, 독일어: Weichsel 바이크셀[*], 러시아어: Visla 비슬라) 또는 영어로 비스툴라강(영어: Vistula)은 폴란드에서 가장 긴 강으로 길이는 1,047 km, 유역 면적은 194,424 km2, 평균 유속은 1,080 m3/s이다.
폴란드 남부에 위치한 베스키디산맥의 해발 1,220m의 Barania Góra에서 발원하여 백소비스와강과 흑소비스와강으로 흐르기 시작한다. 이후 북쪽 방향으로 폴란드를 크게 구부러진 형태로 가로지르며 크라쿠프, 바르샤바, 그단스크 등 폴란드의 주요 도시들을 통과하여, 그단스크만에서 6개의 지류가 이루는 삼각주를 통해 비스툴라 석호 및 발트해로 유입한다.
Vistula의 이름은 기원전 77년에 기록된 대프리니우스의 '박물지'에도 등장한다. 옛날에는 Vistula로 기록되었지만 비스툴라라는 이름은 슬라브어에서 기원한 단어는 아니어서 유래는 불분명하다. 비스와강은 크게 3개의 구간으로 나눌 수 있는데, 보통 수원지부터 산도미에시까지가 상류, 산도미에시부터 나레프강 및 부크강과의 합류점까지가 중류, 합류점에서 바다까지가 하류로 나뉜다.

## 비스와강의 주요 도시
- 크라쿠프
- 산도미에시
- 바르샤바
- 프워츠크
- 브워츠와베크
- 토룬
- 비드고슈치
- 그단스크

## 같이 보기
- 비스툴라 석호
- 비스툴라곶